# Dátil Mazafati
El Mazafati  (en persa, مضافتی Mozafati pronunciación en persa: /mozɒːfæˈti/) o dátil de Bam es una variedad del dátil. Se cultiva en las provincias iraníes de Kermán (Bam, Jiroft, Kahnuj) y de Sistán-Baluchistán (Saravan, Nikshahr, Haji Abad e Iranshahr).  Es un dátil oscuro, suave, carnoso y dulce, de tamaño mediano, entre 2.5 y 4.5 cm, con un contenido de humedad relativamente alto, entre 32-35%, que varía con el momento de la cosecha y la ubicación del cultivo. Para este dátil es preferente su consumo en fresco (rutab), no seco. A una temperatura de −5 °C puede conservarse hasta dos años o entre 0 y 5 °C puede conservarse durante un año. El tiempo de cosecha del dátil Mazafati depende de la variedad y comienza en agosto, hasta fines de octubre.
En Irán, esta variedad es la variedad más común de dátiles frescos para picar y comer en la mesa.
La región de Bam, una de las regiones de mayor crecimiento del Mazafati, tiene una extensión de ~28.000 ha, de las cuales ~5.000 ha son para palmeras jóvenes. Se estima que los dátiles Mazafati representan el 20% de la exportación total de dátiles de Irán, de los que se cosechan 120.000 t  anualmente. Las palmeras Mazafati son prolíficas por más de 60 años.

## Uso culinario

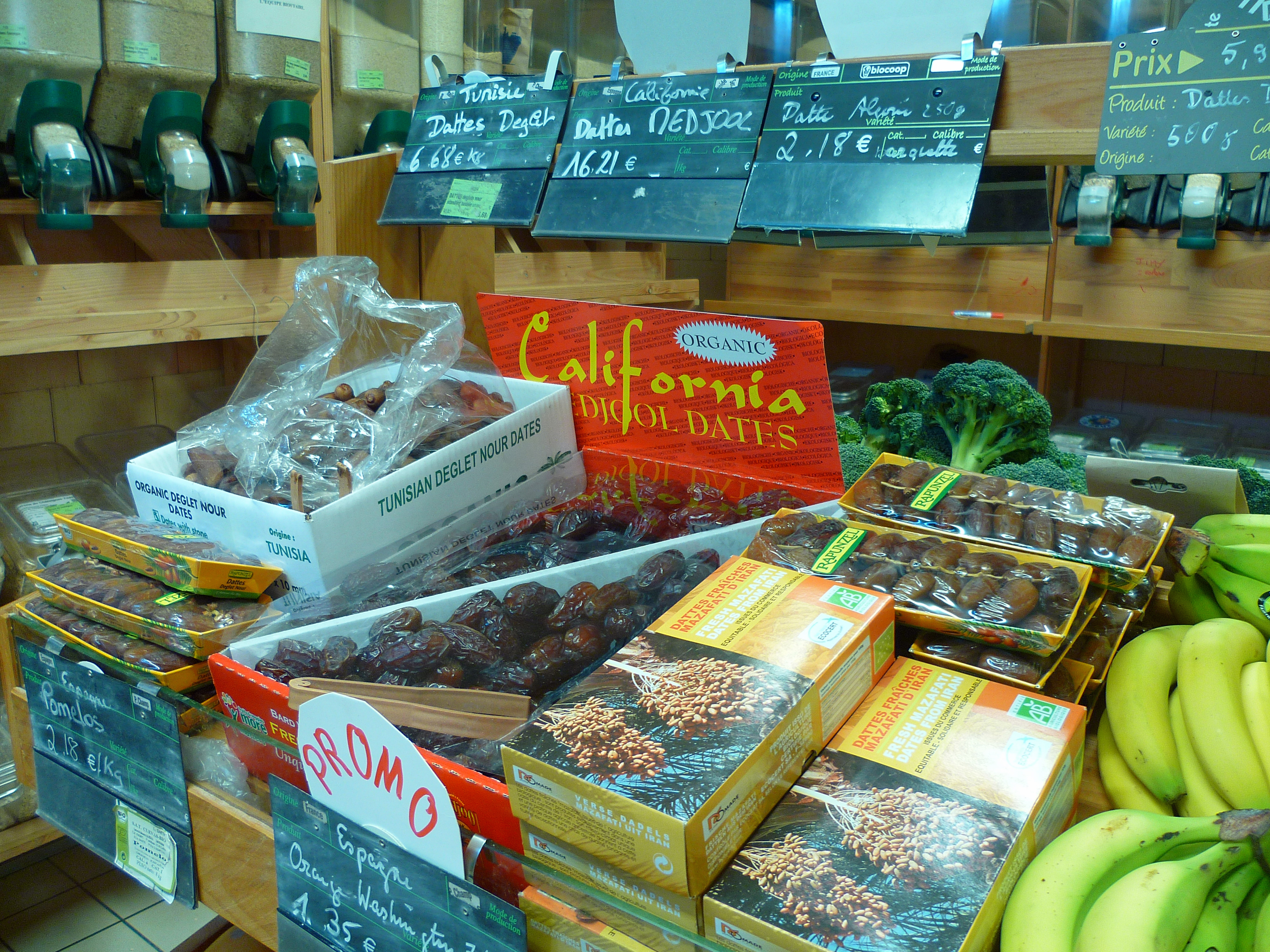
Mazafati (inferior derecha), en Saint-Girons (Ariège, Francia).

Su sabor dulce ha sido comparado al chocolate y al caramelo. Los dátiles se pueden consumir frescos (rutab) o secos (jaf); el Mazafati siempre se consume fresco por lo que es excelente para batidos, ensaladas, para cocinar o como guarnición.

## Valor nutricional
Las semillas del dátil Mazafati están contienen: 
- Un 7.7 – 9.7% de aceites, que representa el 5.6 – 14.2% del peso total.
- Un 7.17 – 9% de humedad,
- 1.83 – 5.3% de proteína,
- 6.8 – 9.32% de grasa,
- 65.5% de carbohidratos,
- 6.4 – 13.6% de fibra
- así como

Además de esteroles, estrona y un polisacárido soluble en álcali. Los ácidos grasos contenidos en el aceite son 8% de ácido láurico, 4% mirístico, 25% palmítico, 10% esteárico, 45% oleico y 10% linoleico, así como algunos ácidos caprílico y cáprico.
Esta variedad de dátil contiene varios nutrientes como calcio, magnesio, potasio y vitaminas como la vitamina A, un complejo de vitaminas B, vitamina C ...etc. Asimismo, el Mazafati es bajo en grasas y alto en fibra y proteína, por lo que se trata de un aperitivo saludable.